# Tourisme en Haute-Savoie

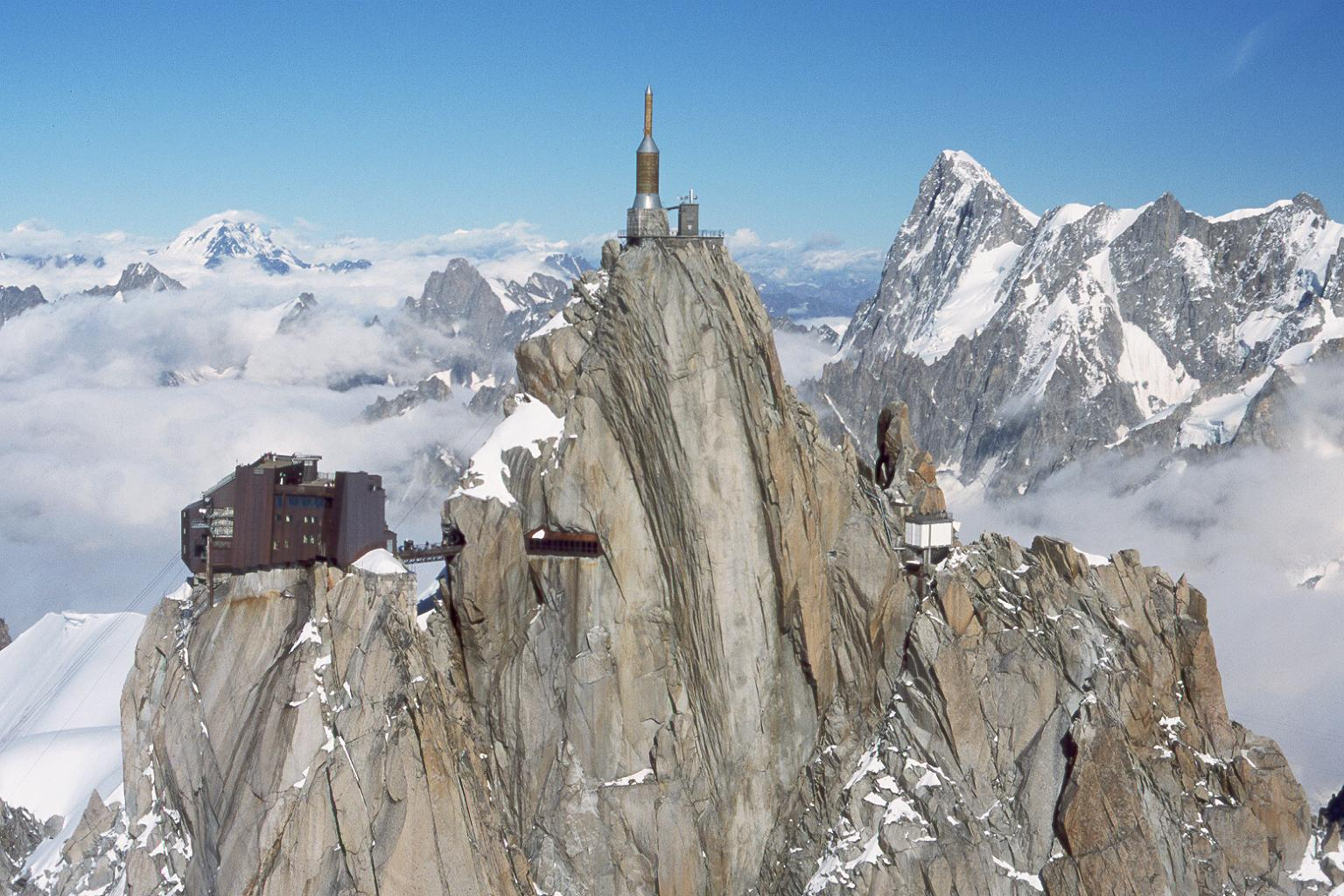
La gare d'arrivée du téléphérique de l'Aiguille du Midi

Le tourisme en Haute-Savoie permet de découvrir les principaux sites touristiques du département de la Haute-Savoie, notamment ses musées, ses monuments historiques ou encore son patrimoine environnemental.

## Économie: secteur important

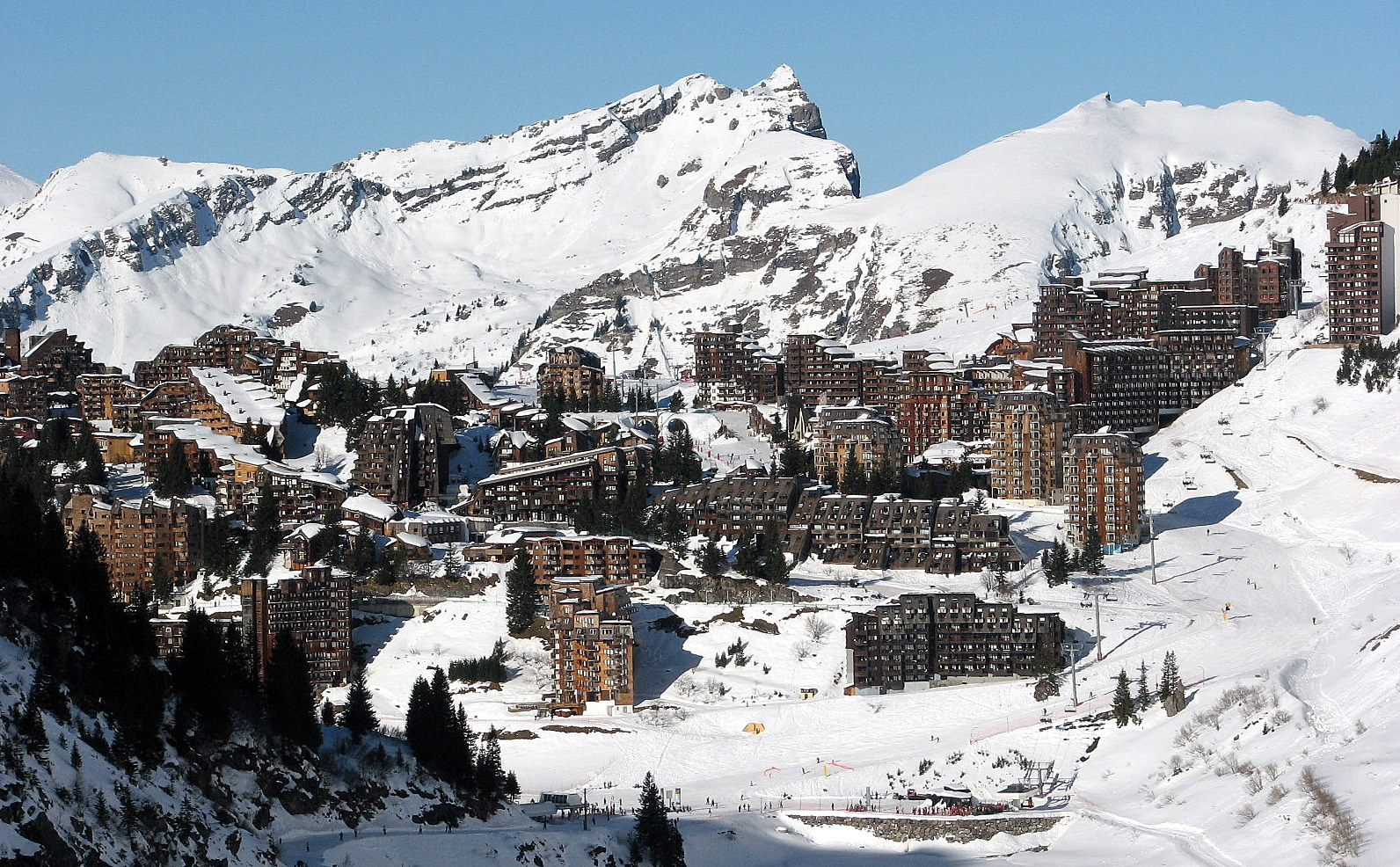
La station de ski d'Avoriaz sur la commune de Morzine

### Le tourisme en chiffres
L'organisme promotionnel Savoie Mont Blanc estimait en 2016 que la capacité d'accueil du département à 684 686  lits touristiques, répartis dans 108 580 établissements.
| Types d'hébergement                                          | Nb. d'établissements | Nb. lits touristiques |
| ------------------------------------------------------------ | -------------------- | --------------------- |
| Hôtellerie                                                   | 571                  | 39 374                |
| Hôtellerie de plein air                                      | 144                  | 36 279                |
| Hébergements collectifs                                      | 250                  | 29 356                |
| Refuges et gîtes d'étape                                     | 160                  | 5 540                 |
| Chambre d'hôtes (labellisées Gîtes de France et Clévacances) | 104                  | 801                   |
| Résidences de tourisme                                       | 136                  | 35 280                |
| Meublés classés                                              | 8 754                | 45 757                |
| Résidences secondaires et Meublés non-classés                | 98 461               | 492 299               |
| Total hébergements marchands                                 | 10 119               | 192 387               |
| Total hébergements non-marchands                             | 98 461               | 492 299               |
| Total capacité d'accueil                                     | 108 580              | 684 686               |

En 2004, la fréquentation a été de 38 millions de nuitées, dont 56 % sur la seule saison d'hiver. Les villes touristiques ayant la plus grande capacité d'accueil en nombre de lits sont : Chamonix, Morzine, Megève et La Clusaz.
La Haute-Savoie vit de quatre types de tourisme :
- un tourisme d'été en quête des grands espaces et de loisirs

21 communes sont équipées de ports de plaisance qui permettent de s'adonner aux plaisirs nautiques ; le département compte 47 plages.

Le massif du Mont-Blanc attire les alpinistes et grimpeurs du monde entier. Deux stations thermales de renommée internationale, Évian-les-Bains et Thonon-les-Bains, ainsi que celle de Saint-Gervais-les-Bains, accueillent de nombreux curistes.
- un tourisme d'hiver avec de nombreuses stations de sports d'hiver de toutes tailles
- un tourisme culturel en développement, en toutes saisons
- un tourisme d'affaires qui connaît une forte progression

En 2016, le nombre d'emplois du secteur est estimé pour la région à 22 881 emplois touristiques.

### Promotion du territoire
La promotion du territoire se fait à travers une structure supra-départementale commune aux deux départements de la Haute-Savoie et de la Savoie. Cette mutualisation remonte aux années 1930 avec la mise en place d'un comité régional Savoie-Mont-Blanc siégeant à Aix-les-Bains, et la création d'une maison de Savoie, à Paris.
À la suite de la création en 2001 de l’Assemblée des pays de Savoie (APS), les agences touristiques départementales des deux Savoie collaborent pour faire la promotion du territoire et créés l'appellation « Savoie Haute-Savoie ». Cette entente entre les deux agences passe par le démantèlement de la maison de Savoie à Paris et la mise en place d'une nouvelle politique de marketing, à travers une nouvelle association loi de 1901. En 2006, nait l'association Savoie Mont blanc tourisme, avec le lancement de la nouvelle marque,. Les budgets pour le fonctionnement sont estimés à 1,7 million d’euros et 4 millions d’euros pour la communication pour les deux premières années. Le siège de la marque se trouve avenue du Parmelan à Annecy. La structure se complète par deux autres espaces d'accueil à Chambéry et à Paris, au 20 rue Croix-des-Petits-Champs (1er arrondissement). Cette promotion s'accompagne par un nouveau portail, savoie-mont-blanc.com.

## Hauts lieux touristiques

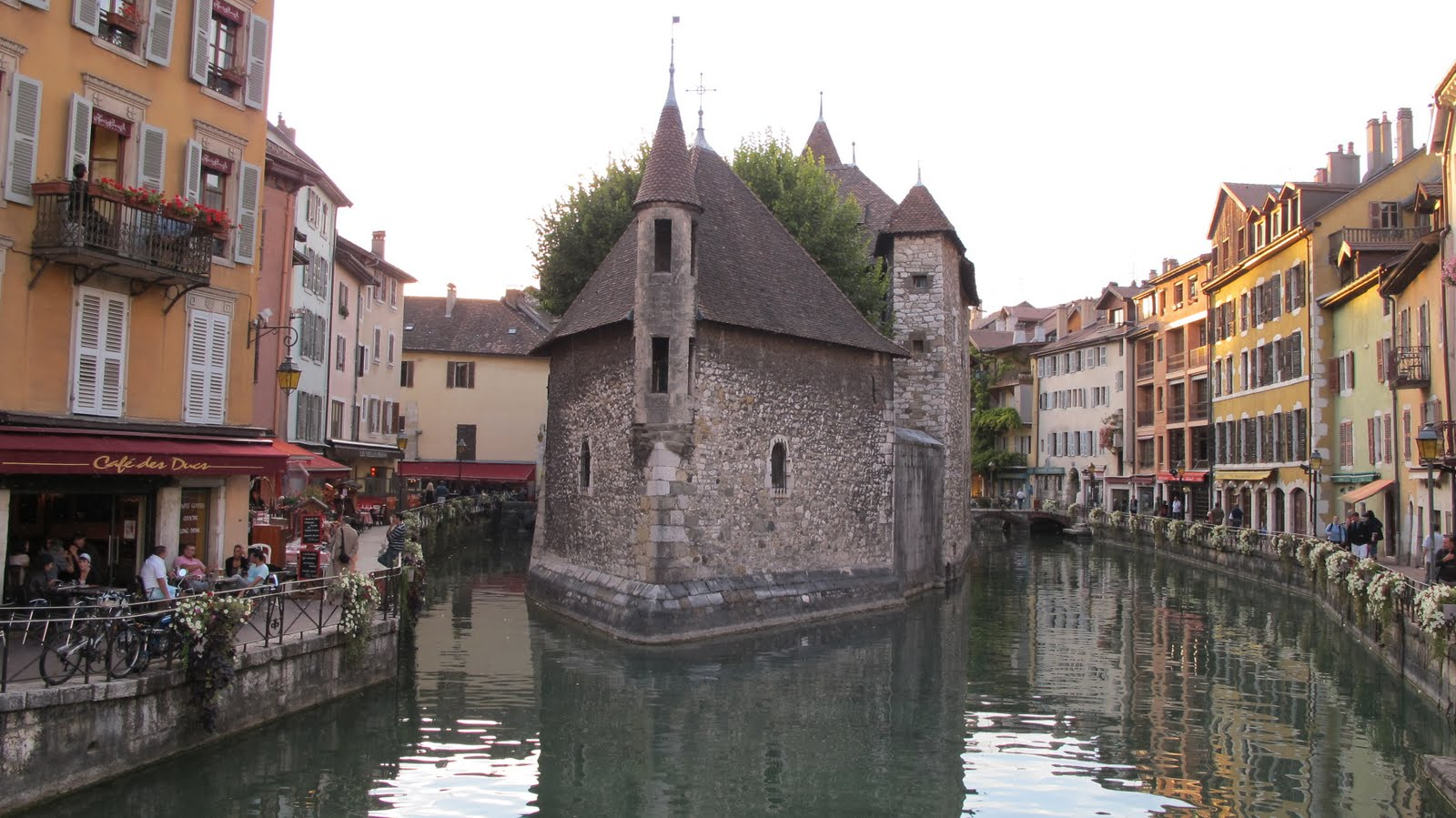
Le palais de l'Isle à Annecy

Le département compte 48 communes des labellisées « commune touristique », voire celui de « station classée de tourisme » — cités médiévales, lacustres ou encore stations de montagne — : Annecy, Annemasse, Arâches-la-Frasse, La Baume, Bellevaux (Haute-Savoie), Le Biot, La Chapelle-d'Abondance, La Clusaz, Cluses, Combloux, Les Contamines-Montjoie, Cordon (Haute-Savoie), La Côte-d'Arbroz, Duingt, Essert-Romand, Évian-les-Bains, Excenevex, La Forclaz (Haute-Savoie), Les Gets, Le Grand-Bornand, Les Houches, Manigod, Megeve, Menthon-Saint-Bernard, Mieussy, Montriond, Mont-Saxonnex, Morillon (Haute-Savoie), Morzine, Passy (Haute-Savoie), Le Petit-Bornand-les-Glières, Praz-sur-Arly, Saint-Jean-d'Aulps, Sallanches, Samoëns, Sciez, Servoz, Sévrier, Seyssel (Haute-Savoie), Seytroux, Taninges, Thônes, Thonon-les-Bains, Thorens-Glières, Vallorcine, Verchaix, La Vernaz et Yvoire.
Quelques sites :
- Annecy, sa vieille ville et son bord du lac ;
- La Roche-sur-Foron, deuxième cité médiévale de Haute-Savoie ;
- le mont Blanc avec Chamonix, l'aiguille du Midi, le Brévent-La Flégère par les téléphériques et la Mer de Glace par le Montenvers, le célèbre Tour du Mont-Blanc par les 3 pays, Suisse, Italie et France, circuit de Grande Randonnée, Saint-Gervais-Mont-Blanc avec le tramway du Mont-Blanc et le Mont-Blanc Express partant de la gare du Fayet ;
- le cirque du fer à cheval ;
- les gorges du Fier ;
- la rive française du Léman, avec Evian-les-Bains, Thonon-les-Bains et Yvoire ;
- les grandes stations de sports d'hiver: Avoriaz, Chamonix, La Clusaz, Le Grand-Bornand, Flaine, Saint-Gervais-les-Bains, Megève, Morzine...

Le tableau suivant présente les sites touristiques faisant plus de 10 000 entrées d'après les données de billetterie.
| Nom                                | Création | Commune               | 2007    | 2014    | Type                  |
| ---------------------------------- | -------- | --------------------- | ------- | ------- | --------------------- |
| Téléphérique de l'Aiguille du Midi | 1955     | Chamonix              | 458 625 | 878 411 | Transport touristique |
| Chemin de fer du Montenvers        | 1909     | Chamonix              | 831 313 | 712 646 | Transport touristique |
| Téléphérique du Brévent            | 1925     | Chamonix              | 387 126 | 408 481 | Transport touristique |
| Grotte de glace                    | 1946     | Chamonix              |         | 350 000 | Autres                |
| Téléphérique du Salève             | 1932     | Étrembières           | 105 526 | 186 461 | Transport touristique |
| Croisières sur le lac              |          | Annecy                | 135 929 | 169 648 | Transport touristique |
| Château d'Annecy                   | 1953     | Annecy                | 87 111  | 104 335 | Monument              |
| Hameau du Père Noël                |          | Saint-Blaise          | 52 251  | 101 313 | Loisirs               |
| Gorges du Fier                     |          | Lovagny               | 77 463  | 93 007  | Site naturel          |
| Tramway du Mont-Blanc              | 1914     | Saint Gervais         | 84 008  | 61 169  | Transport touristique |
| Gorges du Pont du Diable           | 1893     | La Vernaz             | 44 520  | 52 922  | Site naturel          |
| Musée de la musique mécanique      | 1990     | Les Gets              | 39 908  | 42 823  | Musée                 |
| Palais de l'Isle                   | 1896     | Annecy                | 42 840  | 42 752  | Musée                 |
| Jardin des cinq sens               | 1988     | Yvoire                | 43 784  | 40 240  | Jardin                |
| Les aigles du Léman                |          | Sciez                 | 20 446  | 36 000  | Animaux               |
| Centre de la nature montagnarde    |          | Sallanches            | 30 676  | 32 956  | Musée                 |
| Écomusée Paysalp                   | 1980     | Viuz en Sallaz        | 44 730  | 32 502  | Musée                 |
| Parc des jardins                   |          | La Balme-de-Sillingy  |         | 29 907  | Jardin                |
| Château de Menthon                 |          | Menthon-Saint-Bernard |         | 29 859  | Monument              |
| Jardins secrets                    | 1994     | Vaulx                 | 28 941  | 28 814  | Jardin                |
| Gorges de la Diosaz                |          | Servoz                | 25 348  | 28 462  | Site naturel          |
| Château de Ripaille                |          | Thonon                | 25 059  | 24 080  | Monument              |
| Abbaye d'Aulps                     | 1902     | Saint-Jean-d'Aulps    | 4 168   | 19 589  | Religion              |
| CCSTI La Turbine                   |          | Cran-Gevrier          |         | 19 498  | Musée                 |
| Musée de la cloche                 | 1984     | Sévrier               | 18 846  | 19 077  | Musée                 |
| Château de Montrottier             | 1919     | Lovagny               | 18 302  | 18 481  | Monument              |
| Musée alpin                        |          | Chamonix              | 23 649  | 17 582  | Musée                 |
| Écomusée du bois et de la forêt    | 1993     | Thônes                | 12 835  | 15 604  | Musée                 |
| Cloître d'Abondance                | 1875     | Abondance             | 12 810  | 15 468  | Religion              |
| Parc des épouvantails              |          | Andilly               |         | 15 349  | Loisirs               |
| Maison du Salève                   |          | Présilly              |         | 14 279  | Musée                 |
| Musée de la résistance             |          | La Balme-de-Thuy      | 14 590  | 13 822  | Musée                 |
| Musée du val d'Abondance           |          | Abondance             | 10 776  | 10 763  | Musée                 |
| Mémoire du maquis                  |          | Thorens-Glières       |         | 10 558  | Musée                 |

### Genevois
- Annecy : le conservatoire d'art et d'histoire d'Annecy, le musée-château d'Annecy, l'observatoire régional des lacs alpins, le palais de l'Isle, le CITIA, les rues Sainte-Claire, Filaterie et Jean-Jacques-Rousseau, les églises Saint-François, Saint-Maurice, la cathédrale Saint-Pierre, la basilique de la Visitation, les jardins de l'Europe, le Pâquier, les plages ;
- Alex vers le Lac d'Annecy : la Fondation d'art contemporain Salomon dans le château d'Arenthon ;
- Alby-sur-Chéran : le musée de la Cordonnerie et au sud le pont de l'Abîme ;
- Andilly, « Le Petit Pays » ;
- Annemasse : Villa du Parc, parcs ;
- Clermont en Genevois dans l'Albanais : le château de Clermont ;
- La Clusaz dans le Massif des Aravis, station de sports d'hiver, lac des Confins, chalets traditionnels, Maison du Ski ;
- Cran-Gevrier : La Turbine ;
- Cruseilles : le Pont de la Caille, plan d'eau ;
- Doussard : réserve naturelle du Bout-du-Lac ;
- Étrembières : le téléphérique du Salève ;
- Faucigny : ruines du château, musée « Les Ornements de la femme » ;
- Gorges du Bronze ;
- Le Grand-Bornand dans le Massif des Aravis, station de sports d'hiver, Maison du patrimoine, vieux village du Chinaillon ;
- Gruffy : le musée de la Nature ;
- le col de Leschaux, conduisant au cœur du massif des Bauges ;
- Lovagny vers Annecy : le château de Montrottier et les gorges du Fier ;
- Manigod-Croix-Fry-Merdassier, station de sports d'hiver, église Saint-Pierre, Maison du patrimoine ;
- le Massif du Salève : Maison du Salève et chartreuse de Pomier à Présilly ;
- le Massif du Semnoz vers le lac d'Annecy, station de ski
- Menthon-Saint-Bernard vers le lac d'Annecy : le château de Menthon et le Roc de Chère ;
- Montmin-col de la Forclaz, station de ski ;
- La Roche-sur-Foron dans la vallée de l'Arve : la cité médiévale et La Bénite Fontaine, au sud la plaine des Rocailles ;
- Le Reposoir, station de ski, chartreuse ;
- Rumilly : Vieux quartiers, musée de l'Albanais, base de loisirs;
- la Vallée du Borne : défilé des Etroits, Entremont et son église, Le Petit-Bornand-les-Glières, gorges des Evaux ;
- Saint-Jean-de-Sixt, station de ski ;
- Sévrier sur les bords du lac d'Annecy : l'écomusée du Costume savoyard et le Musée de la Cloche ;
- La Sambuy-Seythenex dans le pays de Faverges : la cascade et la Grotte de Seythenex, station été/hiver ;
- Seyssel : Maison du haut Rhône, barrage ;
- Songy : « Tropicaland » ;
- Talloires sur les bords du lac d'Annecy, plages ;
- Thônes dans le Massif des Aravis : la Coopérative de Reblochon, l'écomusée du Bois et de la forêt, le site de Morette et le Musée départemental de la Résistance et Mémorial de la Déportation, le musée du Pays de Thônes, l'église Saint-Maurice ;
- Thorens-Glières vers Annecy : le château de Thorens et le Plateau des Glières, station de ski, Monument national de la Résistance ;
- le Val Sulens, au sud de Thônes ;
- Vaulx dans l'Albanais : les Jardins secrets de Vaulx ;
- Viuz dans le Pays de Faverges : le Musée archéologique de Viuz et le Muséum des Papillons et des insectes ;

### Chablais
- Abondance dans le Chablais haut-savoyard : le Val d'Abondance, l'abbaye Notre-Dame d'Abondance et la Maison du Val-d'Abondance, le lac des Plagnes, les chalets traditionnels, la Maison des Sœurs, le musée du Ski ancien et l'église de La Chapelle-d'Abondance, le lac de Vonnes , le centre d'interprétation de la contrebande à Châtel ; 3 stations de ski
- Allinges : les châteaux des Allinges et la chapelle ;
- La station de sports d'hiver d'Avoriaz ;
- Bellevaux : musée de l'Histoire et des Traditions, musée de la Faune, jardin alpin, lac de Vallon, Vallon de la Chèvrerie, église Notre-Dame-de-l'Assomption, cascade de Diomaz, 2 stations de ski, Hirmentaz-Les Habères et La Chèvrerie-Roc d'Enfer;
- La station de ski de Bernex-Dent d'Oche, la Dent d'Oche ;
- Brenthonne : le château d'Avully ;
- Chens-sur-Léman : le parc du château de Beauregard ;
- Douvaine: musée des Granges de Servette ;
- Évian-les-Bains : le Jardin d'eau de pré curieux, le musée Prélude, l'hôtel de ville-Villa Lumière, la maison Gribaldi, le théâtre et le casino, le funiculaire, l'église Notre-Dame-de-l'Assomption , la buvette Cachat, le parc thermal, l'usine de l'eau minérale d'Évian à Amphion-les-Bains, station thermale et de sports d'été ;
- Excenevex : la plus longue plage du Léman ;
- Frangy : le musée de la Vache et des alpages ;
- Les Gets : le musée de la musique mécanique, l'église et son orgue, station de ski ;
- La station de ski des Habères-Hirmentaz à Habère-Poche ;
- Lugrin : le temple du Fromage ;
- La station de ski de Lullin-Col du Feu ;
- Meillerie : église, falaises, site remarquable ;
- La montagne des Voirons, depuis Boëge dans la Vallée Verte : col de Saxel, monastère, panorama au grand signal des Voirons ;
- Montriond, lac, station de ski
- Morillon dans la Vallée du Giffre, église, station de ski ;
- La station de sports d'hiver et d'été de Morzine ;
- Publier : la réserve naturelle du delta de la Dranse ;
- Saint-Jean-d'Aulps : l'abbaye Notre-Dame d'Aulps, station de ski ;
- Saint-Gingolph : le Musée des Traditions et des barques du Léman (Suisse) ;
- Saint-Paul-en-Chablais, plage de La Beunaz, base de loisirs ;
- Sciez : le château de la Tour de Marignan, le Parc des Aigles du Léman, le musée de la Préhistoire et le Musée départemental des Pompiers de Haute-Savoie ;
- La station de ski de Thollon-les-Mémises, l'Autoroute des Rapaces, télécabine des Mémises, Pic des Mémises, panorama ;
- Thonon-les-Bains : le Château de Ripaille, l'écomusée de la Pêche et du lac , l'église baroque Saint-Hyppolyte, la basilique Saint-François-de-Sales, le monastère de la Visitation, l'hôtel-Dieu, le musée du Chablais, l'hôtel de ville, les jardins du château de Sonnaz, le port de Rives, la forêt de Ripaille et l'arboretum, la réserve naturelle du Delta de la Dranse, les plages et les sports nautiques, les belvédères, le funiculaire, la station thermale ;
- La Vernaz : les Gorges du Pont-du-Diable ;
- Vongy : église Notre-Dame-du-Léman ;
  - Yvoire  le labyrinthe Jardin des Cinq Sens , le Vivarium d'Yvoire, l'église Saint-Pancrace, le parc et l'espace culturel de la Châtaigneraie, domaine de la Rovorée.

### Faucigny
- Argentière, station de ski ;
- Brizon dans la vallée de l'Arve : le col de Solaison, station de ski ;
- Les Carroz d'Arâches dans Le Grand Massif, station de ski ;
- Chamonix-Mont-Blanc dans le Pays du Mont-Blanc : le Glacier des Bossons, la Mer de Glace, le Musée Alpin de Chamonix, l'Espace Tairraz : musée des Cristaux et Espace alpinisme, le téléphérique de l'Aiguille du Midi, le Téléphérique du Brévent, la télécabine de la Flégère et le chemin de fer du Montenvers, station de sports d'hiver et d'été, vieille ville ;
- Cluses dans la Vallée de l'Arve : la Maison des Techniques de l'horlogerie et décolletage, église Saint-Nicolas ;
- La station de ski de Combloux, église Saint-Nicolas, musée de la Pente, plan d'eau ;
- Les Contamines-Montjoie dans le Pays du Mont-Blanc : église Notre-Dame-de-la-Gorge, station de ski, sentier du Baroque, réserve naturelle ;
- Cordon dans le Pays du Mont-Blanc : l'église Notre-Dame-de-la-Gorge, station de ski ;
- Flaine, station de sports d'hiver et d'été ;
- Les Houches dans le Pays du Mont-Blanc : les gorges de la Diosaz et Maison de l'Alpage à Servoz, le musée montagnard et rural des Houches et le parc animalier de Merlet, station de ski, église Saint-Jean-Baptiste, réserve naturelle de Carlaveyron ;
- le Massif des Aiguilles Rouges dans le Pays du Mont-Blanc : la Réserve naturelle des Aiguilles Rouges ;
- le Massif des Aravis et ses nombreuses stations de sports d'hiver et d'été
- le Massif du Mont-Blanc : Les Planards, Le Savoy, Le Brévent, La Flégère, Les Chosalets, Les Grands-Montets, La Tour-Vallorcine, La Vormaine ;
- Megève dans le Pays du Mont-Blanc, station de sports d'hiver et d'été, le calvaire, l'église Saint-Jean-Baptiste, le musée du Haut-Val-d'Arly, la place du village ;
- Mieussy, à l'entrée de la vallée du Giffre, sports d'été, Croq'Alpes- Le Secret des Fromages (Maison du goût ; les fruitières des Hauts Fleury)
- Mont-Saxonnex, beau panorama, station de ski ;
- Passy dans le Pays du Mont-Blanc : l'église Notre-Dame-de-Toute-Grâce, le jardin des Cîmes, la réserve naturelle de Passy, le lac Vert, station de ski ;
- Peillonnex : prieuré et église de Peillonnex ;
- Praz-sur-Arly, station de ski ;
- Le Reposoir dans la Vallée de l'Arve : la Chartreuse du Reposoir, station de ski ;
- Sallanches dans le Pays du Mont-Blanc : le Centre de la Nature montagnarde au château des Rubins et l'église collégiale Saint-Jacques, la cascade d'Arpenaz, les lacs des Ilettes et le lac de Passy ;
- Samoëns dans la Vallée du Giffre : le Jardin botanique alpin La Jaÿsinia, la place du Gros Tilleul, l'église Notre-Dame-de-l'Assomption, l'écomusée du Clos-Parchet, station de sports d'hiver et d'été, gorges des Tines ;
- Saint-Gervais-les-Bains-Mont-Blanc dans le Pays du Mont-Blanc : l'Écomusée de la Vieille Maison, musée d'Art sacré, le train Mont-Blanc Express et le Tramway du Mont-Blanc qui permet d'accéder au Glacier de Bionnassay, station de sports d'hiver et d'été, station thermale, église, anciens palaces, parc de l'établissement thermal ;
- Saint-Nicolas-de-Véroce, église et musée d'Art sacré, station de ski ;
- Sixt-Fer-à-Cheval dans la Vallée du Giffre : le Cirque du Fer-à-Cheval, la cascade du Rouget, l'abbaye, l'église Sainte-Marie-Madeleine, la Maison de la réserve, station de ski ;
- Taninges dans la Vallée du Giffre : la Chartreuse de Mélan, l'église Saint-Jean-Baptiste, bourg ancien, station de ski de Sommand-Praz-de-Lys ;
- Vallorcine, station de ski, maison-musée de Barberine ;
- Viuz-en-Sallaz dans la Vallée Verte : l'écomusée Paysalp et Musée Paysan de Viuz-en-Sallaz, stations de ski des Brasses

## Casinos de Haute-Savoie
- Casino d'Annemasse, classé 14e casino français en 2006.
- Casino d'Évian-les-Bains, classé 20e casino français en 2006.
- Casino de l'Impérial Palace, à Annecy, classé 51e casino français en 2006, avec 17 229 M€.
- Casino de Saint-Julien-en-Genevois, classé 73e casino français en 2006.
- Casino de Chamonix, classé 90e casino français en 2006.
- Casino de Megève, classé 121e casino français en 2006.
- Casino de Saint-Gervais-les-Bains, classé 137e casino français en 2006.